# 士丹利木盾
士丹利木盾（亦寫成史丹利木盾），創辦於1946年，是香港一項七人制足球賽事，於1978-1979年度球季舉辦完最後一屆賽事後停辦。香港足球總會原有意於2008年至2009年香港甲組足球聯賽恢復舉辦士丹利木盾賽，並讓乙組、丙組球隊參加，惟賽事最終命名為「四海挑戰盃七人賽」。

## 歷史
士丹利木盾起源於第二次世界大戰時期，被囚禁在赤柱集中營（Stanley Interment Camp）的英國人，以踢紙製足球解悶，由於場地所限，每方只限七人落場比賽，並將一塊廢鐵與盾狀的木板製成獎牌，頒予冠軍球隊。
於1945年10月5日的香港足球總會會議上，光華代表布朗就赤柱集中營內足球比賽作出匯報，副民政官湯臣指示足總開辦七人足球賽事，並以木盾作為冠軍獎品，定名為「士丹利木盾賽」，以紀念赤柱集中營內的事跡。
首屆賽事於1946年9月舉行，共有 26 支球隊參賽，當中包括甲組、乙組球隊，每支球隊可派出多於一隊出賽，其中港會派出 4 隊、星島派出 3 隊、南華亦派出 2 隊。決賽日於9月22日在香港會球場上演，星島有三隊躋身八強，決賽由星島甲對南華乙，南華乙開賽3分鐘便由謝銀河先開紀錄，下半場星島甲由李德祺扳平，兩隊法定時間踢成 1–1 平手，星島甲憑黎兆榮於加時完場前入球，以 2–1 勝出，成為賽事首屆冠軍。。
從此，除了在1953–54年、1954-55年、1960–61年、1976-77年及1977-78年五個球季因故停辦外，士丹利木盾賽便成為每年球季開鑼之前一個熱身賽事，直至1978–79年球季，最後一屆賽事後起停辦。1978–79年年度決賽，精工乙以1–0擊敗卜公甲，成為最後一屆木盾賽盟主。

## 賽事形式
士丹利木盾以七人對七人的形式，採取單淘汰制，每支球會可以派出多過一隊參加比賽。
比賽法定時間全場20分鐘，賽和加時10分鐘。在十一人足球場上進行，但場上的界線則會畫細，即實際比賽的草地面積會較十一人足球賽略小。
賽事最大特色是取消越位，以及計算角球數目，若兩隊打成平手，獲得角球較多一隊便可獲勝。

## 歷屆冠軍
| 屆次 | 球季    | 冠軍   |              | 亞軍   |
| ---- | ------- | ------ | ------------ | ------ |
| 1    | 1946–47 | 星島甲 | 2–1          | 南華乙 |
| 2    | 1947–48 | 中華乙 | 3–1          | 九巴   |
| 3    | 1948–49 | 九巴   | 2–1          | 陸軍   |
| 4    | 1949–50 | 九巴   | 1–1(角球2-0) | 陸軍甲 |
| 5    | 1950–51 | 警察甲 | 2–1          | 南華甲 |
| 6    | 1951–52 | 警察甲 | 3–0          | 傑志甲 |
| 7    | 1952–53 | 東方乙 | 3–0          | 南華乙 |
| 8    | 1955–56 | 南華乙 | 2–0          | 九巴甲 |
| 9    | 1956–57 | 南華乙 | 5–0          | 九巴甲 |
| 10   | 1957–58 | 南華   | 4–0          | 傑志   |
| 11   | 1958–59 | 南華   | 2–0          | 東方   |
| 12   | 1959–60 | 南華甲 | 4–1          | 南華乙 |
| 13   | 1961–62 | 愉園甲 | 2–1          | 元朗甲 |
| 14   | 1962–63 | 南華乙 | 7–3          | 光華乙 |
| 15   | 1963–64 | 南華乙 | 3–1          | 愉園甲 |
| 16   | 1964–65 | 南華甲 | 1–0          | 元朗乙 |
| 17   | 1965–66 | 南華甲 | 2–0          | 愉園甲 |
| 18   | 1966–67 | 星島乙 | 2–2(角球4–3) | 星島甲 |
| 19   | 1967–68 | 星島乙 | 2–1          | 南華乙 |
| 20   | 1968–69 | 星島甲 | 1–1(角球2–1) | 南華乙 |
| 21   | 1969–70 | 怡和乙 | 2–1          | 消防甲 |
| 22   | 1970–71 | 消防丙 | 2–0          | 南華乙 |
| 23   | 1971–72 | 消防乙 | 3–1          | 東昇乙 |
| 24   | 1972–73 | 精工甲 | 4–2          | 南華甲 |
| 25   | 1973–74 | 南華甲 | 1–0          | 光華乙 |
| 26   | 1975–76 | 南華乙 | 2–0          | 愉園乙 |
| 27   | 1978–79 | 精工乙 | 1–0          | 卜公甲 |

## 相關文獻
- 《簡明香港足球史》，三聯書店，賴文輝著，2018，ISBN=978-962-04430-8-4